# Пушкінська сільська рада (Куртамиський район)
Пу́шкінська сільська рада (рос. Пушкинский сельский совет) — сільське поселення у складі Куртамиського району Курганської області Росії.
Адміністративний центр та єдиний населений пункт — село Пушкіно.
Населення сільського поселення становить 583 особи (2017; 691 у 2010, 823 у 2002).